# Fachwerkwohnhaus (Somplar)

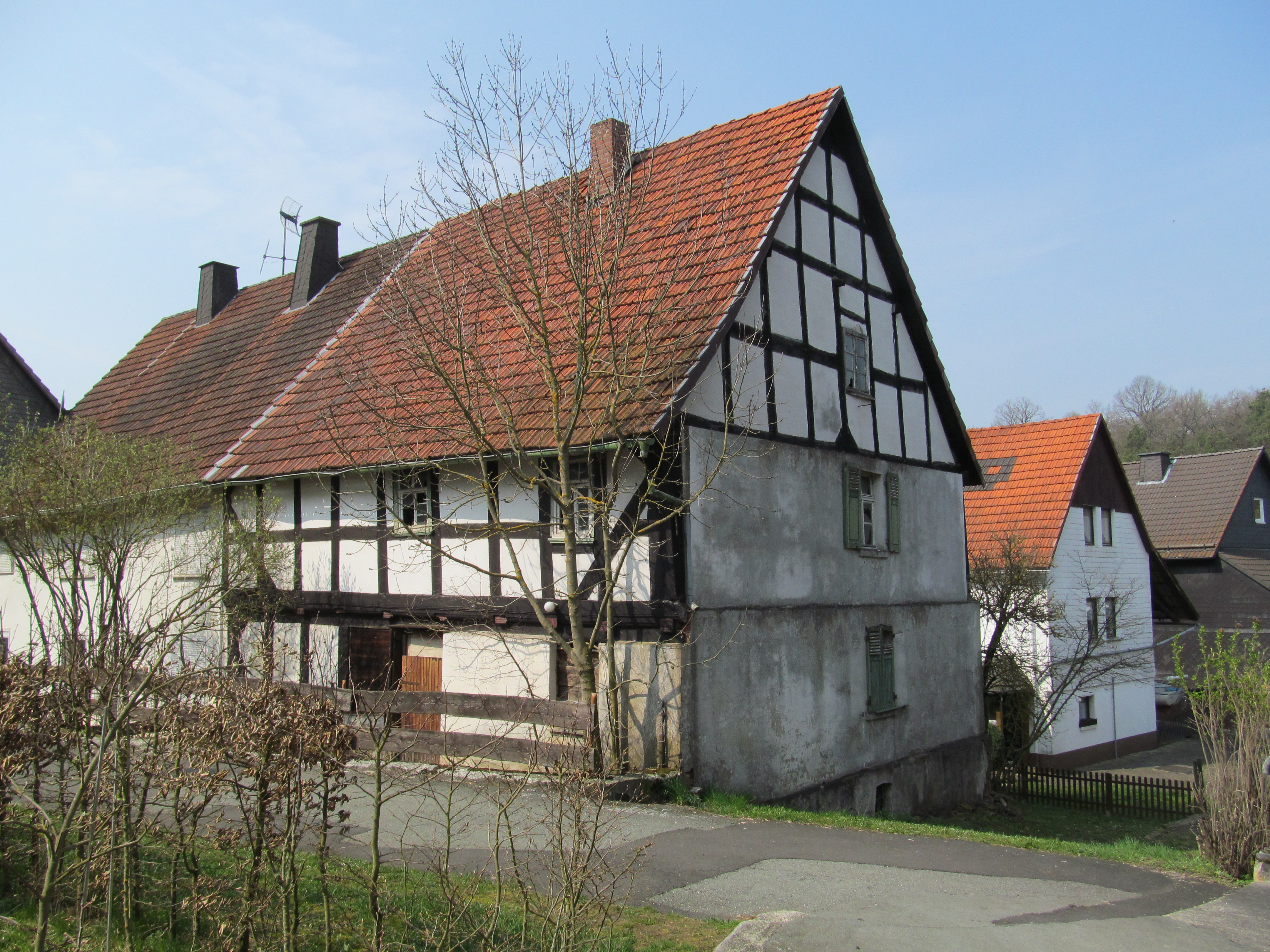
Fachwerkwohnhaus, Wallstraße 4

Das Fachwerkwohnhaus, Wallstraße 4 in Somplar ist ein denkmalgeschütztes Wohnhaus in dem kleinen Dorf Somplar, einem Ortsteil der Gemeinde Allendorf (Eder) im nordhessischen Landkreis Waldeck-Frankenberg in Hessen.

## Beschreibung
Das Wohnhaus bildet den südwestlich gelegenen Eingang der historischen Gesamtanlage und steht direkt am heute unterirdisch verlaufenden Mühlgraben in der örtlichen Wallstraße in Somplar. Das Gebäude ist ein kleiner Fachwerkbau mit zwei Geschossen und wurde ursprünglich vor dem Jahr 1800 als Doppelhaus zusammen mit dem Wohnhaus unter der heutigen Adresse Wallstraße 6 errichtet. 
Im Erdgeschoss wurde es massiv erneuert und an der nordöstlich gelegenen Fassade wurde das Fachwerk bis zum Übergang in das Obergeschoss verputzt. Das Obergeschoss kragt leicht über die breite Gebälkzone mit den beschnitzten Balkenköpfen der Obergeschossschwelle und den Füllhölzern aus. Es besitzt breit gestellte Dreiviertelstreben, ein dichtes Fachwerkgefüge und im Fachwerkgiebel eingehälste Stuhlrähmen mit Fußwinkelhölzern zur Aussteifung eines stehenden Dachstuhles. Die Ziegeldeckung ist mit roten Dachziegeln aus Ton erfolgt und die einfachen Sprossenfenster waren mit Holzklappläden versehen.
Das Wohnhaus in der Wallstraße 4 in Somplar ist im Denkmalverzeichnis des Landesamts für Denkmalpflege Hessen als Kulturdenkmal aus geschichtlichen und städtebaulichen Gründen eingetragen.